# Highschool of the Dead
Highschool of the Dead, tên đầy đủ là Gakuen Mokushiroku HIGHSCHOOL OF THE DEAD (学園黙示録 HIGHSCHOOL OF THE DEAD Gakuen Mokushiroku Haisukūru obu za Deddo), thường được viết tắt thành H.O.T.D. là một loạt manga được viết bởi Satō Daisuke và minh họa bởi Satō Shōji. Câu chuyện kể về một nhóm học sinh trung học bị kẹt ở bối cảnh tận thế zombie. Nó được từ số tháng 12 năm 2006 Nguyệt san Dragon Age của Fujimi Shobo và vol đầu tiên được phát hành bởi Kadokawa Shoten vào ngày 1 tháng 3 năm 2007 với tổng số 7 vol có sẵn tại Nhật Bản vào ngày 25 tháng 4 năm 2011 . Manga được cấp phép ở Bắc Mỹ bởi Yen Press  và phát hành tập đầu tiên vào ngày 25 tháng 1 năm 2011  Một anime chuyển thể được sản xuất bởi Madhouse để phát sóng tại Nhật Bản từ 05 tháng 7 năm 2010 đến ngày 20 tháng 9 cùng năm .
Manga bị tạm dừng từ tháng 5 năm 2013, và vĩnh viễn không có kết thúc chính thức do tác giả Satō Daisuke đã mất vào tháng 3 năm 2017 do Bệnh động mạch vành.

## Cốt truyện
Highschool of the Dead được thiết lập vào hiện tại, bắt đầu từ khi thế giới bị tấn công bởi một cơn đại dịch chết người có thể biến con người thành zombie, được mỹ từ hóa bởi các nhân vật chính là "bọn chúng".
Câu chuyện kể về một nhóm học sinh cao trung, y tá của trường, và một cô gái trẻ khi họ chiến đấu để đến nơi an toàn thông qua các đường phố chết người của Nhật Bản trong một sự kiện thảm khốc trên toàn thế giới được biết đến như là "dịch". Khi họ cố gắng để tồn tại ngày tận thế xác sống, họ cũng phải đối mặt với những mối đe dọa của xã hội sụp đổ, trong hình thức của những người sống sót nguy hiểm và sự thối rữa về mặt đạo đức.

## Phân vai
| Nhân vật       | Nhật Bản         | Việt Nam (HTV3) |
| -------------- | ---------------- | --------------- |
| Takashi Komuro | Junichi Suwabe   | Huỳnh Đông      |
| Rei Miyamoto   | Marina Inoue     | Hồ Ngọc Hà      |
| Saeko Busujima | Miyuki Sawashiro | Võ Huyền Chi    |
| Saya Takagi    | Kitamura Eri     | Dương Hoàng Yến |
| Kōta Hirano    | Nobuyuki Hiyama  | Đàm Vĩnh Hưng   |

## Truyền thông

### Manga
Highschool of the Dead bắt đầu tuần tự trong số tháng 7 năm 2006 của tạp chí manga Monthly Dragon Age của Fujimi Shobo. Tập tankōbon đầu tiên được phát hành bởi Kadokawa Shoten ngày 1 tháng 3 năm 2007  với tổng số 7 vol bán là 25 tháng 4 năm 2011 theo ấn phẩm Dragon Jr. . Loạt truyện tạm thời gián đoạn từ cuối năm 2008 cho đến tháng 3 năm 2010, với một kì nghỉ ngắn giữa tháng 5 và tháng 7 năm 2010. Manga được cấp phép ở Bắc Mỹ bởi Yen Press  và phát hành tập đầu tiên vào ngày 25 tháng 1 năm 2011 .
Một phiên bản đầy đủ màu sắc của H.O.T.D. gọi Highschool of the Dead: Full-Color Edition (学園黙示録 HIGHSCHOOL OF THE DEAD FULL COLOR EDITION) bắt đầu tuần tự trong số tháng 2 năm 2011 của Monthly Dragon Age. Hai vol đầu tiên đã được phát hành bởi Kadokawa Shoten ngày 25 tháng 2 năm 2011  và vol 3 và 4 đã được phát hành vào ngày 25 tháng 3 năm 2011 . Phiên bản đầy đủ màu sắc đã bắt đầu tuần tự ở Bắc Mỹ trong số tháng 3 năm 2010 trên tạp chí trực tuyến Yen Plus của Yen Press  và kết thúc số tháng 7 năm 2011 . Một omnibus của ấn bản đầy đủ màu sắc được dự kiến phát hành vào năm 2011, nơi nó sẽ được phát hành như là một ấn bản bìa cứng .
Manga cũng được cấp giấy phép phát hành quốc tế trong một số ngôn ngữ và khu vực. Nó được xuất bản tại Tây Ban Nha bởi Glénat España,, ở Đức bởi Carlsen, Brazil bởi Panini Comics, tại Canada và Pháp xuất bản bằng tiếng Pháp bởi Pika Édition, Ba Lan bởi Waneko  và ở Đài Loan bởi Kadokawa Media. Vol đầu tiên được phát hành tháng 5 năm 2008 tại Tây Ban Nha, tháng 3 năm 2010 tại Đức, trong tháng 4 năm 2010 tại Brazil, và trong tháng 6 năm 2011 tại Ba Lan.

### Anime
Một chuyển thể anime của H.O.T.D. sản xuất bởi Madhouse và đạo diễn bởi Araki Tetsuro được phát sóng trên mạng Nhật Bản AT-X từ ngày 5 tháng 7 năm đến 20 tháng 9 năm 2010  với các chương trình phát sóng tiếp theo trên TV Kanagawa, Tokyo MX, Chiba TV, KBS Kyoto, TV Aichi, TV Saitama và Sun TV. Sáu DVD và vol Blu-ray đã được phát hành bởi Geneon Universal Entertainment từ ngày 22 tháng 9 năm 2010 và 23 tháng 2 năm 2011 . Anime được phát trên Anime Network ở Bắc Mỹ (mặc dù được kiểm duyệt những cảnh hở hang)  và Madman Entertainment tại Australia và New Zealand . Section23 Films sau đó đã đạt được quyền cho anime  và Sentai Filmworks phát hành nó với lồng tiếng Anh (được sản xuất bởi Seraphim Digital) trên Blu-ray và DVD ngày 28 tháng 6 năm 2011  và ở Vương quốc Anh bởi Manga Entertainment . Lồng tiếng Anh của anime được phát sóng trên dịch vụ VOD của Anime Network giữa ngày 10 tháng 3 và 26 tháng 5 năm 2011, và đã được thực hiện sẵn có trên Zune Marketplace của Microsoft và iTunes Store của Apple vào ngày 27 tháng 5 và 27 tháng 6 năm 2011 .
Nhạc chủ đề mở đầu của anime là "HIGHSCHOOL OF THE DEAD" của Kishidakyodan và Akeboshi Rockets . Nhạc chủ đề kết thúc của anime là khác nhau trong mỗi tập phim và được hát bởi Kurosaki Maon  The CD single for the opening theme was released on ngày 18 tháng 8 năm 2010 by Geneon Universal Entertainment.. Đĩa CD đơn minh họa nhạc mở đầu được phát hành vào ngày 18 tháng 8 năm 2010 bởi Geneon Universal Entertainment . CD đơn có tính năng của phiên bản truyền hình và nhạc cụ của "HIGHSCHOOL OF THE DEAD" và một bài hát mới được gọi là "Ripple" (リプル Ripuru), cùng với một phiên bản nhạc cụ của nó. Một đĩa CD có chứa tất cả 12 nhạc chủ đề kết thúc được bổ sung bởi Kurosaki và được phát hành bởi Geneon vào ngày 22 tháng 9 năm 2010  cùng với một soundtrack gốc .
Một tập OVA của H.O.T.D.,, tựa "Drifters of the Dead", được đóng gói với vol thứ 7 của manga trên Blu- ray ngày 26 tháng 4 năm 2011 . Nó ban đầu được dự định phát hành tháng 2, nhưng đã được lùi lại .

## Đánh giá
Tại Nhật Bản, vol 6 của Highschool of the Dead đạt #5 trên bảng xếp hạng Oricon trong khoảng thời gian từ 5 tháng 7 và 11 tháng 7 năm 2010, bán 92.040 bản sao  và #13 trong khoảng thời gian từ 12 tháng 7 và 18 tháng 7 năm 2010, bán được 43.714 bản sao với tổng cộng 135.734 bản . Vol 7 bảy của Highschool of the Dead đạt #11 trên bảng xếp hạng Oricon giữa tháng 2 và 8 tháng 5 năm 2011, bán được 57.016 bản , #2 giữa tháng 9 và 15 tháng 5 năm 2011 bán 115.154 bản  và #19 trong khoảng thời gian từ ngày 16 tháng 5 và 22 tháng 5 năm 2011, bán được 34.362 bản sao cho tổng cộng 206.532 bản .
Tại Bắc Mỹ, vol của HOTD nằm trong Danh sách manga bán chạy nhất của The New York Times, đạt #4 giữa 24 tháng 4 và 30 tháng 4 năm 2011 , #10 trong khoảng thời gian từ ngày 1 tháng 5 và ngày 7 tháng 5 năm 2011  và #8 trong khoảng thời gian từ ngày 8 tháng 5 và 14 tháng 5 năm 2011 .
Chris Beveridge Mania.com bình luận trong tập đầu tiên: "Có rất nhiều như ở đây nếu bạn đang tìm kiếm một cái gì đó vượt ra ngoài bộ phim truyền hình trường trung học bình thường và phim hài của những năm gần đây."  Carlo Santos của Anime News Network tuyên bố rằng: "Other recent zombie works in Western entertainment have tried to play it ironic, or postmodernist, or just plain silly, but this one goes for straight-up horror—and pulls it off admirably." Tuy nhiên, Zac Bertschy, cũng của Anime News Network bình luận về tập này: "It just could've easily been written by a script generator or a horror fan with 19 phút to kill."
Tại Comic-Con 2011, manga là một trong 5 "Manga tồi tệ nhất năm 2011" trong bảng Manga hay nhất và tồi tệ nhất của năm 2011 .